# Owerri North
Owerri North è una delle ventisette aree a governo locale (local government areas) in cui è suddiviso lo stato di Imo, in Nigeria. Estesa su una superficie di 198 chilometri quadrati, conta una popolazione di 175.395 abitanti.